# Seules les bêtes
Seules les bêtes est un roman français de Colin Niel publié par les éditions du Rouergue en 2017.

## Contexte
L'action se déroule sur quelques mois, dans les années 2010, principalement dans une région de causse du Massif Central (ou du Quercy), dans les départements français de la Lozère, de l'Aveyron, du Lot, ou de la Dordogne, dans une petite ville, par exemple Florac, Rodez, Millau, Cahors, Figeac, Villefranche-du-Rouergue. Les deux dernières parties se déroulent dans la capitale d'un pays d'Afrique de l'ouest francophone, comme le Sénégal ou la Côte d'Ivoire.

## Trame narrative
Une femme disparaît, lors d'une tempête de neige, un 19 janvier. Plusieurs personnes liées au drame prennent la parole. Chacune des cinq parties a un narrateur différent :
1. Alice (pp. 9-51)
2. Joseph (pp. 53-100)
3. Maribé (pp. 101-141)
4. Armand (pp. 143-199)
5. Michel (pp. 201-212)

## Personnages
- Alice Brugière, bientôt 40 ans, épouse Farange, assistante sociale (d'un groupe de cinq, pour 4000 agriculteurs adhérents au groupement), circulant en Dacia, récente amoureuse de Joseph, délaissée ;
- Michel Farange, ancien ouvrier agricole du père Brugière, dont il a repris la ferme et la fille, éleveur de vaches, amoureux d'Amandine sur Internet ;
- Évelyne Ducat, 49 ans, Parisienne, épouse de Guillaume ;
- Guillaume Ducat, de famille caussenarde, parti à Paris puis revenu au pays, notable, financier exerçant à l'étranger dans des projets de développement, surtout en Afrique ;
- Joseph Bonnefille, 46 ans, éleveur de brebis dans une ferme isolée sur le causse, solitaire, dépressif, séparé d'Alice, suspecté du meurtre d'Évelyne ;
- Cédric Vigier, gendarme ;
- Éliane, autre assistante sociale ;
- Agriculteurs : les époux Duval, le père Coudat, le vieux Popeye (suicidé) ;
- Pom et son collectif de néo-ruraux de seconde génération ;
- Maribé (Marie-Bérengère), 26 ans, Parisienne, couturière, juste sortie de sa rupture avec le rappeur Fred, gros seins siliconés (à la Alicia More), sensible aux ondes, borderline, amoureuse d'Évelyne ;
- Armand, jeune Africain, dans un groupe (Christian, Driss, Moussa, Sylvestre) de jeunes désargentés, brouteur (cyber-arnaqueur), faroteur (frimeur/flambeur), entre maquis et cybercafé, gérant l'avatar Amandine, piégeant cinq « pigeons » blancs français, avec recours inquiétant à un redoutable féticheur ;
- Monique, jeune Africaine, chanteuse, amoureuse d'Armand, travaillant pour Guillaume qui va la faire venir en France ;
- Amandine Milan, Amandine86, avatar à partir de photographies de l'actrice pornographique Alicia More, et que Michel cherche à rejoindre.

## Éditions
- Seules les bêtes, Le Rouergue, coll. « Rouergue noir », 2017, 224 p.  (ISBN 978-2-8126-1202-2)Réédition, Actes Sud, coll. « Babel noir » no 219, 2019, 304 p.  (ISBN 978-2-330-11842-6)

## Réception
- Prix Polar en séries de Quais du Polar 2017[1]
- Prix Landerneau Polar 2017[2]
- Prix Cabri d'or de l'Académie cévenole 2017[3]
- Prix Goutte de Sang d’Encre 2017[4]
- Prix du polar de la Librairie Les Arcades 2017
- Prix Polars Pourpres 2017[5]
- Prix littéraire des lycéens et apprentis d'Auvergne-Rhône-Alpes 2017-2018[6]
- Prix littéraire CEZAM inter-CE 2018
- Prix Flaubert 2019 du lycée Gustave Flaubert de La Marsa (Tunisie)[7]

## Adaptation
2019 : Seules les bêtes, film franco-allemand réalisé par Dominik Moll, avec Denis Ménochet, Laure Calamy et Damien Bonnard